# Rot am See
Rot am See település Németországban, azon belül Baden-Württembergben. Lakosainak száma 5742 fő (2023. december 31.).

## Népesség
A település népessége az elmúlt években az alábbi módon változott:
| Lakosok száma | 3959 | 4083 | 4144 | 4172 | 4335 | 4939 | 5139 | 5217 | 5242 | 5742 |
|               | 1961 | 1968 | 1974 | 1981 | 1987 | 1994 | 2000 | 2007 | 2013 | 2023 |